# جاش لیلیس
جاش لیلیس (انگلیسی: Josh Lillis؛ زادهٔ ۲۴ ژوئن ۱۹۸۷) بازیکن فوتبال اهل بریتانیا است.
از باشگاه‌هایی که در آن بازی کرده‌است می‌توان به باشگاه فوتبال اسکانتورپ یونایتد، باشگاه فوتبال گریمزبی تاون، باشگاه فوتبال نوتس کانتی، و باشگاه فوتبال روچدیل اشاره کرد.